# Mała Armia Janosika
Mała Armia Janosika – polski zespół muzyczny oraz grupa artystyczna z Raby Wyżnej, wykonująca muzykę folkową i ludową zainspirowaną góralską kulturą Podhala. Powstała w 2015 roku z inicjatywy pochodzącego z Raby Wyżnej skrzypka Damiana Pałasza.
Mała Armia Janosika liczy blisko trzystu członków (w wieku od dwóch do siedemdziesięciu lat) i jest największą kapelą góralską w Polsce. Zespół zrzesza dzieci i młodzież z Raby Wyżnej i okolic, a cechą wspólną wykonawców jest zamiłowanie do muzyki regionalnej oraz tradycji regionu Podhala. Siedziba kapeli znajduje się w Rabie Wyżnej, gdzie regularnie odbywają się próby i przygotowania do występów artystycznych. W 2018 roku Mała Armia Janosika została zaproszona do udziału w uroczystym Koncercie dla Niepodległej.

## Historia

### Nazwa zespołu i skład
Nazwa grupy jest grą słowną: oksymoron mała armia wykorzystano w odwołaniu do rozmiaru zespołu, który złożony jest przeważająco z dzieci, natomiast słowo „Janosik” (legendarny karpacki zbójnik) ma przywołać skojarzenia z folklorem gór. Zespół cyklicznie wyrusza w trasy koncertowe, występując na terenie całej Polski i uczestnicząc w wydarzeniach o charakterze ludowym, świątecznym, ku pamięci Jana Pawła II oraz patriotycznym.
W 2019 roku do Małej Armii Janosika dołączyła sekcja muzyczna, tworząc instrumentalną kapelę w składzie:
- Rafał „Piętaszek” Nowak – instrumenty klawiszowe, akordeon
- Wojtek Czyrnek – gitara elektryczna i akustyczna
- Mariusz Pacyga – gitara basowa
- Grzegorz Jaromin – instrumenty perkusyjne

### 2015–2017
15 marca 2015 roku ogłoszony został pierwszy nabór do zespołu, który pierwotnie działał pod nazwą Galicja Projekt. Do projektu zgłosiło się dwadzieścia pięć osób zamieszkujących Rabę Wyżną i okolice. Po okresie rekrutacji wszyscy członkowie przystąpili do pierwszych zajęć nauki gry na skrzypcach i basach podhalańskich pod okiem Damiana Pałasza. 24 grudnia 2015 roku zespół zapoczątkował tradycję Góralskich Pasterek w kościele parafialnym w Rabie Wyżnej.
W styczniu 2016 roku zespół organizował koncerty charytatywno-kolędnicze dla osób chorych i potrzebujących, a w lipcu zrealizował wideoklip do utworu „Siła jest w jedności”, który został nagrany z okazji Światowych Dni Młodzieży. Teledysk został nakręcony na terenie gminy Raba Wyżna, między innymi przy pomniku Jana Pawła II. Z tej okazji zespół również wystąpił podczas ŚDM w Krakowie oraz w Rabie Wyżnej. Jeszcze w 2016 został ogłoszony drugi nabór do zespołu, który powiększył się o kolejnych dwudziestu pięciu członków.
Pod koniec stycznia 2017 roku członkowie Małej Armii Janosika wystąpili podczas uroczystego koncertu kolędniczego przed kardynałem Stanisławem Dziwiszem, który żegnał się wówczas z funkcją Metropolity Krakowskiego. W lutym ogłoszono trzeci nabór do zespołu. W rezultacie Mała Armia Janosika powiększyła się o pięćdziesięciu nowych członków. 7 maja 2017 już stuosobowa grupa zagrała podczas odpustu parafialnego w Rabie Wyżnej: msza święta była celebrowana przez kard. Dziwisza.
Latem 2017 roku zespół pracował nad teledyskiem pt. „Modlę się o miłość”, w realizację którego Damian Pałasz zaangażował Katarzynę i Cezarego Żaków oraz tercet Megitza Trio. Jesienią Mała Armia Janosika występowała podczas Dni Jana Pawła II w Krakowie, w Centrum Jana Pawła II w Łagiewnikach.

### 2018–2019
W lutym 2018 roku założyciel Małej Armii Janosika Damian Pałasz został nagrodzony w plebiscycie Gazety Krakowskiej na „Osobowość Roku 2017”. W etapie powiatowym zajął pierwsze miejsce, a w etapie wojewódzkim – drugie. W marcu 2018, po kolejnym naborze, zespół zwiększył swoją liczebność do stu czterdziestu członków. W kwietniu Mała Armia Janosika zwyciężyła plebiscyt na Najpopularniejszy Zespół Dziecięco-Młodzieżowy Podhala, Orawy, Spisza i Pienin 2017 roku.

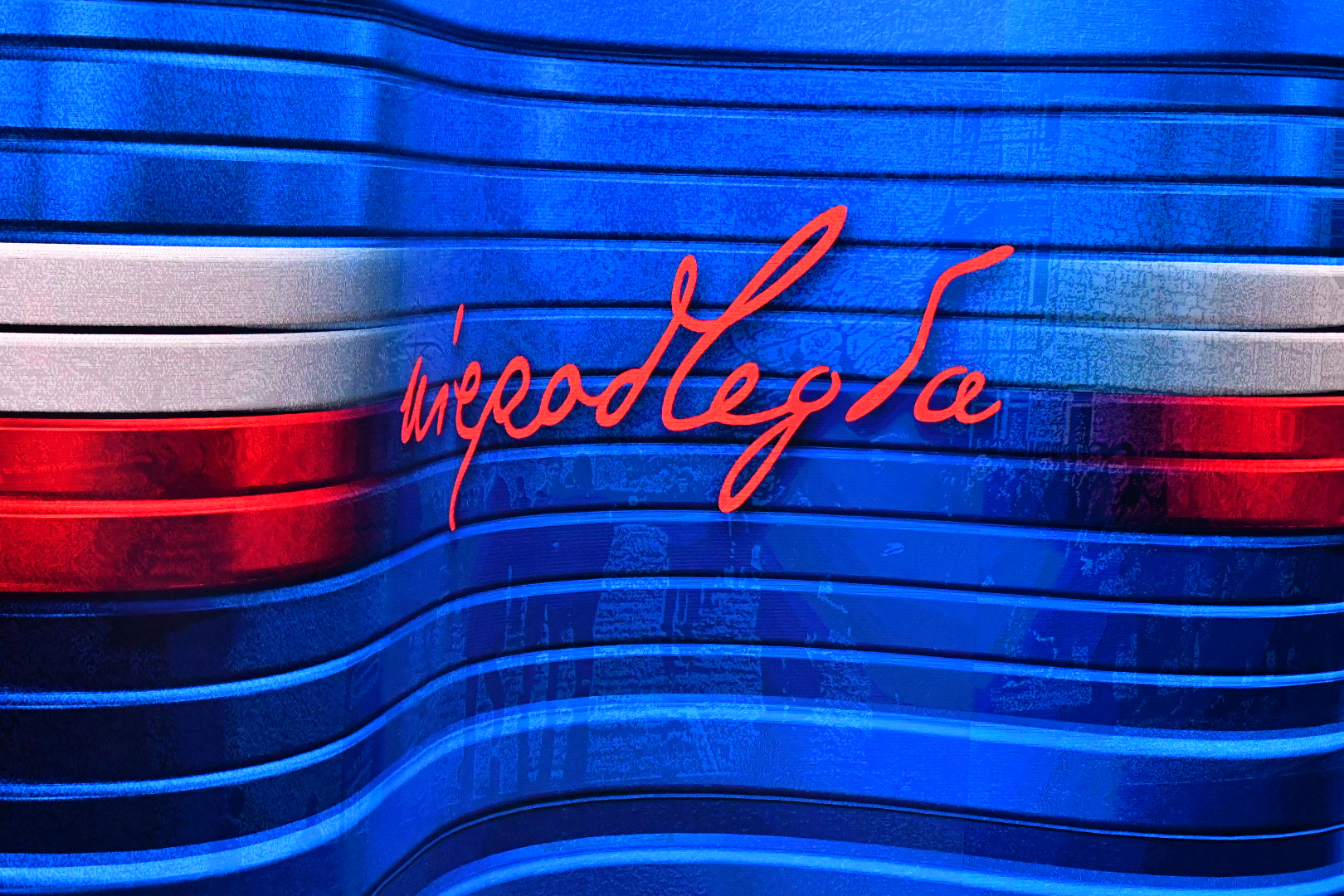
W listopadzie 2018 roku zespół wystąpił podczas Koncertu dla Niepodległej w Warszawie.

W październiku 2018 roku swoją premierę miał teledysk nakręcony z okazji setnej rocznicy odzyskania niepodległości przez Polskę. W wideoklipie zatytułowanym „Białe róże” – wyreżyserowanym i wyprodukowanym przez D.Pałasza – główne role odegrali aktorzy Katarzyna Żak i Piotr Cyrwus. W ciągu dwóch miesięcy od swojej publikacji w serwisie YouTube klip został odtworzony ponad milion razy, a do marca 2021 obejrzano go 4,2 mln razy. Wkrótce po premierze teledysku Małą Armię Janosika zaproszono do udziału w Koncercie dla Niepodległej, który odbył się 10 listopada 2018 na Stadionie Narodowym w Warszawie. Koncert był transmitowany przez wszystkie polskie stacje telewizyjne, a zespół wystąpił na scenie obok takich artystów, jak Maryla Rodowicz, Krzysztof Cugowski, Ewa Farna i Kamil Bednarek. Podczas uroczystego wystąpienia Mała Armia Janosika zaprezentowała wiązankę pieśni legionowych, śpiewając w akompaniamencie orkiestry symfonicznej pod batutą Grzegorza Urbana. Wśród zaśpiewanych utworów znalazły się: „Białe róże”, „Wojenko, wojenko”, „Szara piechota”, „Przybyli ułani pod okienko” oraz „My, Pierwsza Brygada”. Występ Małej Armii Janosika oglądało 40 tys. widzów zebranych na stadionie oraz 7 mln zgromadzonych przed telewizorami.
W listopadzie zespół zagrał podczas wizyty prezydenta Rzeczypospolitej Polskiej Andrzeja Dudy w Podsarniu, prezentując pieśni patriotyczne. 20 grudnia 2018 wydany został pierwszy album długogrający Małej Armii Janosika, Kolędy i Pastorałki na góralską nutę. Zespół wyruszył w promocyjną trasę koncertową, która objęła Małopolskę i Podkarpacie.
Rok 2019 Mała Armia Janosika rozpoczęła serią koncertów między innymi w Tarnowie, Nowym Targu, Przemyślu i Sanoku. W marcu 2019 Damian Pałasz, w konkursie organizowanym przez Dziennik Polski oraz Gazetę Krakowską, został nazwany „Osobowością Roku 2018” w kategorii kultura, zajmując pierwsze miejsce w powiecie nowotarskim oraz drugie w województwie małopolskim. Nominację w konkursie uzyskał za wkład w kulturę regionalną. Z biegiem lat i działalności na rynku muzycznym szeregi bandu zasilili: Rafał „Piętaszek” Nowak, Wojtek Czyrnek, Mariusz Pacyga, Grzegorz Jaromin, Marcin Grywalski, Szymon Matras i Krzysztof Stanik. W towarzystwie instrumentalistów Mała Armia Janosika zaczęła grać nie tylko utwory folklorystyczne i ludową muzykę Podhala, ale też polską muzykę rozrywkową. Jesienią liczba członków zespołu wzrosła do stu pięćdziesięciu.
29 września 2019 grupa zagrała koncert w Centrum Jana Pawła II w Krakowie, z okazji jubileuszu dwudziestopięciolecia Agencji Restrukturyzacji i Modernizacji Rolnictwa. 16 października Mała Armia Janosika wystąpiła w Wieliczce z okazji „Dnia Papieskiego”, wykonując repertuar upamiętniający pontyfikat Jana Pawła II. Także w październiku Pałasz i członkowie zespołu zostali nagrodzeni podczas czternastej edycji FilmAT Festival w Warszawie. Grupę wyróżniono za najlepszy film dokumentalny w kategorii historia i dziedzictwo oraz za „wartości patriotyczne” teledysku – w obu przypadkach za „Białe róże”.
21 grudnia 2019 odbył się mikołajkowy koncert Malej Armii Janosika pod oknem papieskim na ul. Franciszkańskiej w Krakowie. 24 grudnia 2019 roku Mała Armia Janosika wystąpiła podczas V Góralskiej Pasterki w Rabie Wyżnej. Mszę świętą celebrował ks. kard. Stanisław Dziwisz, a uroczystość była transmitowana w TVP Info, TVP Polonia oraz Regionalnej TVP3.

### 2020–2022
W lutym 2020 roku Mała Armia Janosika wystąpiła przed prezydentem Andrzejem Dudą podczas jego wizyty w Rabce-Zdroju. W marcu 2020, ze względu na obostrzenia związane z pandemią koronawirusa, zespół zdecydował się zawiesić działalność koncertową. Wiosną nagrane zostały dwa wideoklipy w trybie zdalnym („Dni, których nie znamy”, „Barka”). Drugi z teledysków do marca 2021 roku w serwisie YouTube wyświetlono ponad trzy miliony razy. Wiosną i latem 2020 Mała Armia Janosika wzięła udział w programach Telewizji Polskiej: Teleexpress, Bądźmy razem w domu (dwukrotnie), Studio Raban i Ziarno. Grupa gościła także na antenie TVP Polonia, w serwisach informacyjnych TVP, na antenie Radio Plus oraz w prasie (Gość Niedzielny, Twoje Imperium).
Następnie zespół wyruszył w papieską trasę koncertową po Polsce (m.in. Toruń, Częstochowa, Jasna Góra), z okazji setnej rocznicy urodzin Jana Pawła II. Pod koniec lata 2020 roku liczba członków kapeli wzrosła do stu osiemdziesięciu. 26 września 2020 z inicjatywy Damiana Pałasza w Rabie Wyżnej została zorganizowana „I Największa Góralska Majówka w Polsce” (z okazji setnych urodzin Jana Pawła II). Wydarzeniu towarzyszyły honorowe patronaty między innymi kardynała Stanisława Dziwisza oraz marszałka województwa małopolskiego Witolda Kozłowskiego. 18 października 2020 Mała Armia Janosika wystąpiła podczas koncertu „Wadowice, tu wszystko się zaczęło”, organizowanego przez Telewizję Polską. Zespół wykonał utwory „Czarna Madonna” i „Barka” wspólnie Anną Jurksztowicz i Mateuszem Ziółko, a następnie zaśpiewał z duetem Golec uOrkiestra piosenkę „Do Wadowic wróć”. Koncert transmitowano na antenie TVP1. Pod koniec października 2020 ukazał się teledysk do utworu „Nie zastąpi Ciebie nikt” autorstwa Romualda Lipko.
28 czerwca 2021 odbyła się premiera nowego albumu zespołu pt. Jan Paweł II – Przyjaciel Podhalańskiej Ziemi. Płyta stanowi hołd dla polskiego papieża i została wydana w 101. rocznicę jego urodzin. W lipcu grupa pojawiła się na scenie na obchodach „II Największej Góralskiej Majówki w Polsce”. Damian Pałasz był reżyserem i producentem wydarzenia. 21 sierpnia 2021 Mała Armia Janosika zagrała koncert pt. „Solidarni z Białorusią”, który odbył się w Częstochowie. Wydarzenie było emitowane na antenie TVP Polonia. Także pod koniec sierpnia odbył się koncert Małej Armii Janosika w Wolbromiu, w ramach którego na scenie wystąpiło łącznie stu pięćdziesięciu artystów. 19 listopada 2021 zespół wystąpił w Filharmonii Krakowskiej podczas Święta Małopolski. W drugiej połowie grudnia Mała Armia Janosika gościła w Węgierskiej Operze Państwowej w Budapeszcie, gdzie również zagrała koncert. Został on pozytywnie oceniony przez publiczność. Poświąteczny występ grupy w Rokicinach Podhalańskich był emitowany przez Telewizję Trwam.
8 maja 2022 delegacja Małej Armii Janosika wzięła udział w uroczystej gali wręczenia Nagród TVP Polonia „Za zasługi dla Polski i Polaków poza granicami kraju”, która odbyła się w Zamku Królewskim w Warszawie oraz była emitowana przez Telewizję Polską. Pod koniec miesiąca zespół wystąpił na „III Największej Góralskiej Majówki w Polsce”; producentem wydarzenia był Damian Pałasz. Latem 2022 zespół koncertował między innymi w Zakopanem, Busku-Zdroju, Szczawnicy, Dąbrowie Tarnowskiej, Kalwarii Zebrzydowskiej.
13 października 2022 odbyła się premiera wideoklipu Małej Armii Janosika „Walczymy do końca”. Za produkcję muzyczną piosenki odpowiada nagradzany producent Bartosz „Tabb” Zielony; autorem tekstu oraz kompozytorem utworu jest Damian Pałasz. Teledysk został nagrany z okazji Mistrzostw Świata w Piłce Nożnej 2022, utwór miał charakter motywacyjny i miał zachęcić do kibicowania reprezentacji Polski podczas mundialu. Wideoklip „Walczymy do końca” przekroczył próg 1,1 mln wyświetleń w serwisie YouTube. Utwór znalazł się na liście przebojów radia Vox FM oraz zagościł w stacjach radiowych takich jak Polskie Radio Program I czy Polskie Radio Program III. Piosenka była emitowana w stacjach telewizyjnych: TVP1, TVP2, TVP Info, TVP Polonia, Polo TV, TV Trwam oraz w programach Pytanie na śniadanie, Teleexpress.
W grudniu 2022 zespół zagrał podczas 16. edycji wydarzenia Choinka pod Oknem Papieskim, które transmitowano w Telewizji Polskiej (TVP3 Kraków). Wziął też udział w VIII Góralskiej Pasterce.
24 grudnia 2022 Mała Armia Janosika wystąpiła podczas koncertu „Zajaśniała gwiozdecka nad Tatrami”, który emitowany był przez stacje Polsat, Super Polsat, Polo TV i Disco Polo Music.

### 2023
6 stycznia 2023 zespół wystąpił podczas corocznego Orszaku Trzech Króli w Łodzi, który transmitowany był przez TVP3. Następnie zagrał koncerty kolędowe między innymi w Krakowie, Strzelinie, Mławie, Nowym Targu. Pod koniec lutego Mała Armia Janosika wystąpiła podczas koncertu „Stay Together – Nie bądź obojętny”, który był zorganizowany z okazji pierwszej rocznicy wybuchu wojny na Ukrainie. Zespół pojawił się na scenie na rozpoczęcie oraz na zakończenie wydarzenia, w którym uczestniczyli także Kayah, Grzegorz Hyży i Kasia Kowalska. 2 kwietnia grupa wystąpiła podczas koncertu „Nie zastąpi Ciebie nikt”, organizowanego z okazji 18. rocznicy śmierci Ojca Świętego Jana Pawła II. Koncert transmitowany był przez TVP1 oraz Program Pierwszy Polskiego Radia. Na scenie, poza Małą Armią Janosika, pojawili się Edyta Górniak, Łukasz Zagrobelny czy Halina Mlynkova.
29 kwietnia 2023 zespół zagrał koncert w hołdzie dla Jana Pawła II z okazji 103. rocznicy jego urodzin; pokazano go na antenie Telewizji Republika. 18 maja 2023 na antenie TVP1 odbyła się premiera koncertu „O niebo lepiej”, który odbył
się na Rynku w Zamościu. W koncercie wzięli udział między innymi Mała Armia Janosika, Pectus i Viki Gabor.
W maju i czerwcu zespół zagrał koncerty w Nowym Sączu, Starej Brzeźnicy, Myślenicach, Chochołowie, Skale. 10 maja 2023 odbyła się IV Największa Góralska Majówka w Polsce z okazji 103. rocznicy urodzin Jana Pawła II. Wydarzenie wyjątkowo pierwszy raz odbyło się w Amfiteatrze w Rabce-Zdroju. W koncercie wzięło udział ponad dwa tysiące osób. Producentem i
reżyserem wydarzenia był Damian Pałasz, a jako konferansjerzy wydarzenie poprowadzili: Łukasz Latko i aktor Rafał Cieszyński. 2 lipca 2023 Mała Armia Janosika wystąpiła podczas Ceremonii Zakończenia Letnich Igrzysk Europejskich Kraków–Małopolska 2023. Kapela zagrała piosenkę „Tak smakuje życie” z repertuaru zespołu Enej oraz utwór „Janosik” w towarzystwie Orkiestry Symfonicznej. W wydarzeniu wzięli udział również Doda, Viki Gabor czy Justyna Steczkowska.
29 lipca 2023 zespół zagrał koncert z okazji VII Rocznicy Światowych Dni Młodzieży na Campus Misericordiae w Brzegach. W dniach 3–5 sierpnia 2023 zespół wyruszył w trasę koncertową do Włocławka, Torunia i Wadowic. W Toruniu zagrał koncert z okazji 15. Dziękczynienia w Rodzinie, który transmitowano na żywo w Telewizji Trwam. W Wadowicach Mała Armia Janosika wzięła udział w koncercie pt. „Pośród wielu dróg”, który był emitowany na antenie TVP1. 13 sierpnia 2023 zespół wystąpił w Żegocinie z okazji 730. urodzin miejscowości. Na koncercie pojawiło się pięć tysięcy widzów. 1 września 2023 Mała Armia Janosika wystąpiła w Parafii Świętej Rodziny w Mławie. 9 września 2023 grupa wzięła udział w koncercie pt. „Nie ma większej miłości”, który został zorganizowany z okazji beatyfikacji Rodziny Ulmów. Koncert emitowano w Telewizji Polskiej; wystąpili w nim także Justyna Steczkowska, Marek Piekarczyk, Pectus oraz Gospel Rain.
13 października 2023 z okazji 45. rocznicy wyboru Jana Pawła II na Stolicę Piotrową Mała Armia Janosika na czele z Damianem Pałaszem zagrała koncert w Miejskim Centrum Kultury w Nowym Targu. W pierwszej połowie listopada 2023 roku miała miejsce premiera najnowszej płyty grupy – Zaświeciła Gwiozdecka nad Górami. Na krążku znajdują się góralskie pastorałki oraz tradycyjne kolędy okraszone poezją rabiańskiej poetki Danuty-Truty Pałasz. Płyta jest nagraniem utworów muzycznych oraz tekstów prezentowanych podczas zimowych tras koncertowych, w które zespół cyklicznie wyrusza. Producentem płyty jest Damian Pałasz. 11 listopada 2023 z okazji Święta Odzyskania Niepodległości zespół zagrał koncert w Świątyni Opatrzności Bożej w Warszawie.
W grudniu 2023 na oficjalnym kanale YouTube Mała Armia Janosika zgromadziła ponad 100 tysięcy subskrybentów, uzyskując tym samym nagrodę/wyraz uznania – srebrny przycisk. 12 grudnia 2023 podczas uroczystej gali rozdania nagród Kryształy Soli w Filharmonii Krakowskiej Stowarzyszenie Mała Armia Janosika otrzymało dwa prestiżowe wyróżnienia od Urzędu Marszałkowskiego Województwa Małopolska. Pierwsze to nagroda dla najlepszej organizacji pozarządowej województwa małopolskiego – „Lider Pozarządowej Małopolski” (w uznaniu zasług dla rozwoju artystycznego młodego pokolenia oraz kształtowanie w młodych ludziach postawy obywatelskiej, społecznej i patriotycznej). Druga nagroda przyznana została przez marszałka województwa małopolskiego w kategorii kultura i tożsamość regionalna (za rozwój edukacyjny młodego pokolenia w duchu szacunku dla dziedzictwa kulturowego regionu Podhala oraz wartości narodowych, a także za promocję Małopolski podczas krajowych i międzynarodowych wydarzeń).
17 grudnia 2023 w Rudzie Śląskiej-Kochłowicach zespół zagrał wielki koncert kolędowy na inaugurację sezonu kolędowego 2023/2024. 24 grudnia 2023 w Skawie odbyła się IX Góralska Pasterka z Małą Armią Janosika. 24 grudnia 2023 na antenie telewizji Polsat odbyła się emisja koncertu „Wielkie Kolędowanie z Polsatem na Podhalu”, w którym udział wziął zespół Mała Armia Janosika. Był on również retransmitowany w Święta Bożego Narodzenia na antenach Polsat 2, Super Polsat.

### 2024
6 stycznia 2024 zespół zagrał wielki koncert kolędowy w Bazylice Konkatedralnej w Stalowej Woli. Koncert był emitowany na antenie Telewizji Trwam. W styczniu 2024 zespół przemierzył Polskę, dając koncerty kolędowe w ramach zimowej trasy koncertowej w miejscowościach: Opoczno, Wieluń, Grybów, Jaworzno, Rajsko, Dąbrowa Tarnowska. 3 lutego Mała Armia Janosika wzięła udział w pożegnaniu sezonu zimowego 2023/2024, które odbyło się w Kompleksie Beskid w Spytkowicach.
27 kwietnia 2024 roku zespół w ramach inauguracji sezonu letniego zagrał koncert w Rykach. 3 maja 2024 miała miejsce premiera telewizyjna Największej Góralskiej Majówki w Rabce-Zdroju, której reżyserem, producentem oraz kierownikiem muzycznym był Damian Pałasz. 7 maja 2024 zespół wyruszył do Włoch, realizując najdalszą trasę koncertową w swojej historii. Kapela w ramach trasy koncertowej we Włoszech wystąpiła 8 maja podczas generalnej audiencji w Watykanie, grając dla Papieża Franciszka. 10 maja zespół wziął udział w Mszy Świętej przy grobie Świętego Jana Pawła II. 11 maja Mała Armia Janosika zagrała wielki koncert dziękczynny w Sanktuarium Divino Amore podczas II Dni Polonii Rzymskiej. 12 maja Kapela zagrała na Monte Cassino, oddając hołd poległym Polakom. Organizatorem trasy koncertowej do Włoch była Fundacja Karpathia z Łukaszem Latko na czele.
Podczas wydarzenia w Sanktuarium Divino Amore założyciel i kierownik zespołu Damian Pałasz otrzymał Srebrny Medal Ojca Świętego Jana Pawła II za zasługi dla Archidiecezji Krakowskiej. Medal w imieniu Metropolity Krakowskiego abp. Marka Jędraszewskiego wręczył podczas koncertu Małej Armii Janosika, Rektor kościoła Św. Stanisława Biskupa Męczennika w Rzymie, ks. Paweł Ptasznik. Medal wręczono „za krzewienie pamięci o Świętym Janie Pawle II Wielkim oraz propagowanie wartości religijnych, patriotycznych i rodzinnych w ramach prowadzonej działalności artystycznej”.
8 czerwca 2024 roku Stowarzyszenie Mała Armia Janosika zorganizowało w Rabce-Zdrój wydarzenie o nazwie „V Największa Góralska Majówka w Polsce” z okazji 104. rocznicy urodzin Ojca Świętego Jana Pawła II. W czerwcu 2024 zespół zagrał koncerty w Brzeszczach i Libiążu oraz po raz trzeci zagrał koncert poza granicami Polski – tym razem w Bystrzycy nad Olzą w Czechach. 7 lipca 2024 Mała Armia Janosika wystąpiła podczas koncertu telewizyjnego w Uniejowie z okazji Earth Festival 2024. Zespół zaprezentował utwór „Tak smakuje życie” z repertuaru grupy Enej oraz wykonał w duecie z Majką Jeżowską utwór „Moja Planeta”. Koncert był transmitowany na żywo w telewizji Polsat. W wydarzeniu wzięli udział m.in: Maryla Rodowicz, Alicja Majewska, Zakopower oraz Kamil Bednarek.  13 lipca 2024 Mała Armia Janosika wystąpiła podczas koncertu w Limanowej. Zespół wystąpił na X Góralskiej Pasterce w kościele św. Marii Magdaleny w Rabce-Zdroju.
1 sierpnia 2024 Mała Armia Janosika po raz pierwszy zawitała z trasą koncertową na Podlasie, występując w Wysokiem Mazowieckiem. W tym samym miesiącu zespół dał koncerty w Klwowie i Żurawinie, podczas festiwali, w których uczestniczyły tysiące widzów. 8 września Mała Armia Janosika wystąpiła podczas Jesieni Grybowskiej – corocznego wydarzenia kulturalnego. Na koncercie zgromadziło się dziesięć tysięcy fanów. Liczni widzowie pojawili się także na koncercie charytatywnym grupy pod oknem papieskim w Krakowie. 5 października 2024 zespół wziął udział w koncercie dla powodzian w Paczkowie, transmitowanym przez Telewizję Trwam, z którego zyski przekazano potrzebującym. Ta sama stacja wyemitowała 11 listopada patriotyczny koncert „Z polskich gór ku wolności”, który odbył się w warszawskiej Świątyni Opatrzności Bożej, również z udziałem kapeli.
W grudniu Mała Armia Janosika uczestniczyła w Święcie Radia Maryja i dała występ w Arenie Toruń, gdzie zgromadziło się ponad 9 tys. osób. Podczas świąt Bożego Narodzenia zespół dał kolędowy koncert w bazylice trzebińskiej. Wydarzenie było emitowane przez TVP3 i zostało wyreżyserowane przez Łukasza Lecha. 24 grudnia 2024 r. Mała Armia Janosika wzięła udział w X Góralskiej Pasterce w Rabce-Zdroju – wydarzenie zyskało międzynarodową uwagę. Relacja z koncertu osiągnęła milionowe zasięgi w internecie, m.in. w USA, Kanadzie, Wielkiej Brytanii i Australii. Zespół stał się globalnie rozpoznawalny, a jego działalność została zauważona w największych mediach w Polsce i na świecie. Występ grupy pochwalił m.in. Mateusz Morawiecki. 28 grudnia odbył się koncert zespołu w Męcinie. Wydarzenie spotkało się z ogromnym zainteresowaniem i przyciągnęło tłumy.

### 2025
W styczniu 2025 roku miała miejsce pierwsza trasa koncertowa Małej Armii Janosika po województwie zachodniopomorskim. Zespół wystąpił m.in. w Szczecinie, Myśliborzu i Chojnie. Trasa okazała się sukcesem. Łącznie koncerty zgromadziły ponad dwadzieścia tysięcy uczestników. W trakcie trasy nagrywano reportaże dla stacji TVP, Dzień dobry TVN oraz Telewizji Republika.
W lutym zespół otrzymał certyfikat złotej płyty za wyniki sprzedaży albumu Jan Paweł II – Przyjaciel Podhalańskiej Ziemi. W kolejnym miesiącu liderowi zespołu przyznano nagrodę „Kochać i chronić” tygodnika Do Rzeczy. Odebrał on statuetkę za „wybitne osiągnięcia w popularyzowaniu kultury muzycznej oraz kształtowanie kolejnych pokoleń”. W kwietniu odbyła się emisja specjalnego odcinka teleturnieju Jaka to melodia?, w którym Damian Pałasz dotarł do finału i zwyciężył, przyczyniając się do zebrania datków na cele charytatywne. 24 maja 2025 r. VI Największa Góralska Majówka z udziałem Małej Armii Janosika w Gietrzwałdzie zgromadziła ponad dziesięć tysięcy uczestników.

### Koncerty telewizyjne
Mała Armia Janosika wystąpiła podczas uroczystych wydarzeń, transmitowanych przez największe stacje telewizyjne w Polsce, m.in.:
- Koncert dla Niepodległej (2018, TVP1, TVP2, TVP Polonia, Polsat, TVN)[154];
- Góralska Pasterka w Rabie Wyżnej (2019 TVP Info, TVP3);
- „Wadowice, tu wszystko się zaczęło” (2020, TVP1);
- Kolędowanie z Małą Armią Janosika (2022, TV Trwam);
- „Zajaśniała gwiozdecka nad Tatrami” (2022, Polsat);
- Orszak Trzech Króli w Łodzi (2023, TVP3);
- „Stay Together – Nie bądź obojętny” (2023, Polsat);
- Solidarni z Białorusią (2021, TVP Polonia)[155];
- „Nie zastąpi Ciebie nikt” (2023, TVP1)[156];
- „103. Rocznica Urodzin Ojca Świętego Jana Pawła II” (2023, TV Republika);
- „O niebo lepiej” (2023, TVP1, TVP Polonia);
- Ceremonia Zamknięcia Letnich Igrzysk Europejskich Kraków–Małopolska 2023 (2023, TVP1);
- 15. Dziękczynienie w Rodzinie (2023, TV Trwam);
- „Pośród wielu dróg” (2023, TVP1);
- „Nie ma większej miłości” (2023, TVP);
- „Wielkie kolędowanie z Polsatem na Podhalu” (2023, Polsat, Super Polsat, Polsat 2);
- „Koncert kolęd i pastorałek w Stalowej Woli” (2024, TV Trwam);
- „Największa Góralska Majówka z Małą Armią Janosika w Rabce-Zdrój” (2024, TV Trwam)[157];
- Earth Festival – Uniejów 2024 (2024, Polsat)[127];
- „Serce dla Powodzian” (2024; TV Trwam)[137];
- „Z polskich gór ku wolności” (2024; TV Trwam)[138].

## Nagrody i wyróżnienia
- 2018: „Osobowość Roku 2017” w plebiscycie Gazety Krakowskiej – wyróżniony: Damian Pałasz (założyciel zespołu)[3][19][158]
- 2018: Nagroda dla Najpopularniejszego Zespołu Dziecięco-Młodzieżowy Podhala, Orawy, Spisza i Pienin 2017 roku[20]
- 2019: „Osobowość Roku 2018” w plebiscycie Dziennika Polskiego i Gazety Krakowskiej – wyróżniony: Damian Pałasz[35][36][159]
- 2019: Nagroda podczas XIV FilmAT Festival w Warszawie za:
  - najlepszy film dokumentalny w kategorii historia i dziedzictwo;
  - wartości patriotyczne teledysku „Białe róże”[b] (wyróżnieni: Damian Pałasz wraz z zespołem Mała Armia Janosika)[40][41]
- 2023: Srebrny Przycisk – za kanał zespołu w serwisie YouTube, który zgromadził ponad 100 tys. subskrybentów[112]
- 2023: Kryształy Soli:
  - Nagroda dla najlepszej organizacji pozarządowej województwa małopolskiego – „Lider Pozarządowej Małopolski”[113]
  - Nagroda marszałka województwa małopolskiego w kategorii kultura i tożsamość regionalna[113]
- 2024: Srebrny Medal Ojca Świętego Jana Pawła II za zasługi dla Archidiecezji Krakowskiej dla założyciela i kierownika zespołu Damiana Pałasza (za krzewienie pamięci o Świętym Janie Pawle II Wielkim oraz propagowanie wartości religijnych, patriotycznych i rodzinnych w ramach prowadzonej działalności artystycznej)[123]
- 2025: ZPAV – złota płyta za wyniki sprzedaży albumu Jan Paweł II – Przyjaciel Podhalańskiej Ziemi[149]
- 2025: Nagroda „Kochać i chronić” tygodnika Do Rzeczy, przyznana liderowi zespołu – Damianowi Pałaszowi[150]

## Skład
Informacje za TVP Polonia:
- Damian Pałasz – skrzypce, dyrygent, założyciel

Sekcja muzyczna:
- Rafał „Piętaszek” Nowak – instrumenty klawiszowe, akordeon (do zespołu dołączył latem 2019 roku i gra w nim nadal)
- Mariusz Pacyga – gitara basowa (zima 2019–obecnie)
- Grzegorz Jaromin – perkusja (lato 2019–obecnie)
- Wojtek Czyrnek – gitara elektryczna i akustyczna (wiosna 2020–obecnie)

Byli członkowie:
- Marcin Grywalski – gitara elektryczna (od lata 2019 do końca 2019)
- Szymon Matras – gitara basowa (lato 2019 do końca 2019)
- Krzysztof Stanik – gitara elektryczna i akustyczna (zima 2019–wiosna 2020)

## Dyskografia
Albumy
- 2021: Jan Paweł II – Przyjaciel Podhalańskiej Ziemi[64] – złota płyta[160][149]

Albumy świąteczne
- 2018: Kolędy i Pastorałki na góralską nutę[29]
- 2023: Zaświeciła Gwiozdecka nad Górami[110]

Single, teledyski
- 2016: „Siła jest w jedności”[12][161]
- 2017: „Modlę się o miłość”[2][162]
- 2018: „Białe róże”[21][22]
- 2020: „Dni, których nie znamy”[1][47]
- 2020: „Barka”[48][49]
- 2020: „Nie zastąpi Ciebie nikt”[63][163]
- 2022: „Walczymy do końca”[88]